# Jaroslav Večeřa
Jaroslav Večeřa (* 4. února 1948 Opava, Československo) je český režisér. Studoval Filmovou a televizní fakultu Akademie múzických umění (FAMU) v Praze, kterou absolvoval roku 1975. Již ale o sedm let dříve (1968) začal pracovat v Československé televizi, konkrétně v jejím ostravském studiu. Nejprve zde působil coby střihač, ale posléze se přeorientoval na televizní režii. Tvoří publicistické či dokumentární pořady. Některá jeho díla dosáhla též ocenění na českých, ale i zahraničních festivalech.

## Dílo
Příklady Večeřova díla:
- Svědectví němých genů (1984)
- Malíři se rodí vousatí (1986) – medailon umělce Libora Vojkůvky
- Za svědky minulosti (1986) – cyklus dokumentárních pořadů zaměřený na technické památky
- In nomine Patris (1990) – dokumentární film zaměřený na život řádových sester a jejich poslání
- Postřehy odjinud (1992–2006) – jeden z autorů cyklu fejetonů připravovaných zahraničními zpravodaji Československého, později Českého rozhlasu z evropských zemí
- Ta naše povaha česká (od 1993) – publicistický cyklus
- Osudové okamžiky (2001–2004) – dokumentární pořad mapující některá neštěstí, k nimž v Československu či České republice došlo.